# شیخ عمر دابو
شیخ عمر دابو (انگلیسی: Cheick Oumar Dabo؛ زادهٔ ۱۲ ژانویهٔ ۱۹۸۱) بازیکن فوتبال اهل مالی بود.
از باشگاه‌هایی که در آن بازی کرده است می‌توان به باشگاه فوتبال الاهلی بنغازی، باشگاه فوتبال ججو یونایتد، باشگاه فرهنگی ورزشی دبی، باشگاه فوتبال لو آور، باشگاه فوتبال القبائل، و باشگاه ورزشی گنچلربیرلیغی اشاره کرد.
وی همچنین در تیم ملی فوتبال مالی بازی کرده است.